# Niederlangen
Niederlangen település Németországban, azon belül Alsó-Szászország tartományban. Lakosainak száma 1373 fő (2023. december 31.). Niederlangen Sustrum, Fresenburg, Lathen, Oberlangen és Haren községekkel határos.

## Népesség
A település népességének változása:
| Lakosok száma | 1210 | 1234 | 1257 | 1353 | 1369 | 1373 |
|               | 2016 | 2017 | 2019 | 2021 | 2022 | 2023 |